# Elói Dutra
Eloy Angelo Coutinho Dutra, ou simplesmente Elói Dutra (Rio de Janeiro, 6 de julho de 1916 – São Paulo, 27 de setembro de 1990), foi um político e jornalista brasileiro. Adversário de Carlos Lacerda, Elói exerceu os cargos de Deputado Federal e Vice-Governador do estado da Guanabara durante o governo de Lacerda. Preso pelos militares, foi solto com o auxílio de Lacerda, e preso novamente no mesmo dia, enquanto estava na casa de sua mãe. Durante a ditadura militar, foi exilado. Por ser considerado subversivo à João Goulart, e uma ameaça comunista, seu mandato de vice-Governador foi cassado, sendo eleito para sua sucessão como vice, pelo resto do mandato, Raphael de Almeida Magalhães. Foi pai da atriz e cantora Sônia Ferrari Dutra, que trocou cartas românticas com Juscelino Kubitschek.